# New Jersey (Album)
New Jersey ist das vierte Studioalbum der US-amerikanischen Rockband Bon Jovi, das im September 1988 veröffentlicht wurde. Benannt wurde es nach ihrer Heimat, dem US-Bundesstaat New Jersey. Die Welttournee für dieses Album mit dem Namen Jersey-Syndicate-Tour erstreckte sich über 16 Monate, in denen Bon Jovi 237 Shows in 26 Ländern spielten.

## Entstehung
Nach dem großen Erfolg von Slippery When Wet wollte die Band zwar den Stil beibehalten, deshalb arbeitete man zum Beispiel auch weiter mit Desmond Child zusammen. Aber Bon Jovi wollten auch etwas neues probieren, weshalb das neue Album ein Doppelalbum werden sollte. Allerdings befürchtete das Management, dass daraus resultierende höhere Preise die Käufer abschrecken würden. Deshalb veröffentlichte man schließlich ein ganz normales Album. Ursprünglich sollte dieses Album Sons of Beaches heißen, allerdings war die Plattenfirma mit diesem Namen nicht einverstanden, so dass sich die Band für den Titel New Jersey entschied.

## Musikalischer Stil
Der Stil des Albums knüpft musikalisch und textlich an dem Vorgänger-Album Slippery When Wet an: Harte, gitarren- und schlagzeuglastige Sounds mit eingängigen Refrains. Somit ist das Album, wie sein Vorgänger, dem Pop-Metal zuzuordnen. Zwar sind die meisten Lieder schnellere Songs, allerdings sind zwei Balladen (Living in Sin und I’ll Be There for You) und mit zum Beispiel Ride Cowboy Ride oder Stick to Your Guns auch ausdrückliche Cowboy-Songs auf dem Album. Das sind zwei Trends, die die Band mit Slippery When Wet (etwa das Lied Wanted Dead or Alive) begonnen hat. Bei Born to Be My Baby und Love for Sale wirkte Tico Torres erstmals bei den Backing Vocals mit.
Das Album erinnert wegen etwa Homebound Train und dem Albumtitel an Bruce Springsteen (zum Beispiel Born to Run oder Born in the U.S.A.).

## Titelliste
1. Lay Your Hands on Me (6:01) (Jon Bon Jovi, Richie Sambora)
2. Bad Medicine (5:16) (Bon Jovi, Sambora, Desmond Child)
3. Born to Be My Baby (4:40) (Bon Jovi, Sambora, Child)
4. Living in Sin (4:39) (Bon Jovi)
5. Blood on Blood (6:16) (Bon Jovi, Sambora, Child)
6. Homebound Train (5:10) (Bon Jovi, Sambora)
7. Wild Is the Wind (5:08) (Bon Jovi, Sambora, Child, Diane Warren)
8. Ride Cowboy Ride (1:25) (Bon Jovi, Sambora)
9. Stick to Your Guns (4:45) (Bon Jovi, Sambora, Holly Knight)
10. I’ll Be There for You (5:46) (Bon Jovi, Sambora)
11. 99 in the Shade (4:28) (Bon Jovi, Sambora)
12. Love for Sale (3:58) (Bon Jovi, Sambora)

### Bonustrack der früheren japanischen Editionen
1. You Give Love a Bad Name (Live) (3:53) (Bon Jovi, Sambora, Child)

### Bonustracks der Special Edition von 2010
1. Blood on Blood (Live) (12:04) (Bon Jovi, Sambora, Child)
2. Born to Be My Baby (Live) (5:47) (Bon Jovi, Sambora, Child)

### Bonus-CD der japanischen Special Edition von 1998
1. Bad Medicine (Live) (5:52) (Bon Jovi, Sambora, Child)
2. Bad Medicine (Live) (8:22) (Bon Jovi, Sambora, Child)
3. Blood on Blood (Live) (6:49) (Bon Jovi, Sambora, Child)
4. Born to Be My Baby (Acoustic Version) (4:54) (Bon Jovi, Sambora, Child)
5. I’ll Be There for You (Live) (6:33) (Bon Jovi, Sambora)
6. Lay Your Hands on Me (Live) (5:34) (Bon Jovi, Sambora)
7. Love Is War (4:14) (Bon Jovi, Sambora)

### Titelliste der Deluxe Edition von 2014

#### CD1
1. Lay Your Hands on Me (6:01) (Jon Bon Jovi, Richie Sambora)
2. Bad Medicine (5:16) (Bon Jovi, Sambora, Desmond Child)
3. Born to Be My Baby (4:40) (Bon Jovi, Sambora, Child)
4. Living in Sin (4:39) (Bon Jovi)
5. Blood on Blood (6:16) (Bon Jovi, Sambora, Child)
6. Homebound Train (5:10) (Bon Jovi, Sambora)
7. Wild Is the Wind (5:08) (Bon Jovi, Sambora, Child, Diane Warren)
8. Ride Cowboy Ride (1:25) (Bon Jovi, Sambora)
9. Stick to Your Guns (4:45) (Bon Jovi, Sambora, Holly Knight)
10. I’ll Be There for You (5:46) (Bon Jovi, Sambora)
11. 99 in the Shade (4:28) (Bon Jovi, Sambora)
12. Love for Sale (3:58) (Bon Jovi, Sambora)
13. The Boys Are Back in Town (4:05) (Phil Lynott)
14. Love Is War (4:14) (Bon Jovi, Sambora)
15. Born to Be My Baby (Acoustic Version) (4:54) (Bon Jovi, Sambora, Child)

#### CD2: The Sons of Beaches Demos
1. Homebound Train (6:32) (Bon Jovi, Sambora)
2. Judgment Day (4:18) (Bon Jovi, Sambora)
3. Full Moon High (4:42) (Bon Jovi, Sambora)
4. Growing up the Hard Way (5:32) (Bon Jovi, Sambora)
5. Let’s Make It Baby (5:56) (Bon Jovi, Sambora, Child)
6. Love Hurts (4:49) (Bon Jovi, Sambora)
7. Backdoor to Heaven (5:51) (Bon Jovi, Sambora)
8. Now and Forever (5:34) (Bon Jovi, Sambora)
9. Wild Is the Wind (4:55) (Bon Jovi, Sambora, Child, Warren)
10. Stick to Your Guns (5:15) (Bon Jovi, Sambora, Knight)
11. House of Fire (5:01) (Alice Cooper, Child, Joan Jett)
12. Does Anybody Really Fall in Love Anymore? (4:58) (Bon Jovi, Sambora, Child, Warren)
13. Diamond Ring (4:10) (Bon Jovi, Sambora, Child)

### Coverversionen
- „The Boys Are Back in Town“ ist eine Thin-Lizzy-Coverversion. Das Lied wurde ursprünglich 1976 auf dem Album Jailbreak veröffentlicht.
- „House of Fire“ ist keine Alice-Cooper-Coverversion im eigentlichen Sinn, denn Bon Jovi nahm den Song im Jahr 1988 in etwa zur gleichen Zeit auf wie Alice Cooper. Das Lied wurde aber schlussendlich 1988 von Alice Cooper auf dem Album Trash veröffentlicht.

### Wissenswertes zu den frühen japanischen Editionen
- Die Liveversion von „You Give Love a Bad Name“ wurde 1987 im Cincinnati Gardens in Cincinnati aufgenommen und ursprünglich auf der 1988 erschienenen Single Bad Medicine veröffentlicht.[3]

### Wissenswertes zur Bonus-CD der japanischen Special Edition von 1998
- Die erste Liveversion von „Bad Medicine“ wurde 1995 im Wembley-Stadion in London aufgenommen und erstmals auf dieser Special Edition veröffentlicht.
- Die zweite Liveversion von „Bad Medicine“ wurde 1992 im Count Basie Theatre in Red Bank aufgenommen und ursprünglich auf der 1993 erschienenen Special Edition des Albums Keep the Faith veröffentlicht.[4]
- Die Liveversion von „Blood on Blood“ wurde 1988 im Wembley-Stadion in London aufgenommen und ursprünglich auf der 1989 erschienenen Single Lay Your Hands On Me veröffentlicht.[4]
- Die Akustikversion von „Born to Be My Baby“ wurde ursprünglich auf der 1989 erschienenen Single Lay Your Hands On Me veröffentlicht.
- Die Liveversion von „I’ll Be There for You“ wurde 1989 im Lakeland Civic Center in Lakeland aufgenommen und ursprünglich auf der 1993 erschienenen Special Edition des Albums Keep The Faith veröffentlicht.[4]
- Die Liveversion von „Lay Your Hands on Me“ wurde 1989 im Giants Stadion in East Rutherford aufgenommen und ursprünglich auf der 1993 erschienenen Special Edition des Albums Keep The Faith veröffentlicht.[4]
- Der Song „Love Is War“ wurde ursprünglich auf der 1989 erschienenen Single Living in Sin veröffentlicht.

### Wissenswertes zur Special Edition von 2010
- Über beide Liveaufnahmen, die der Special Edition von 2010 hinzugefügt wurden, ist nur bekannt, dass sie während der New-Jersey-Tour aufgenommen wurden. Bei der Liveversion von „Blood on Blood“ handelt es sich also nicht um dieselbe Liveaufnahme, die auf der Bonus-CD der japanischen Special Edition von 1998 enthalten ist.

## Informationen zu einzelnen Liedern

### Born to Be My Baby
Produzent Bruce Fairbairn hätte den Song Born to Be My Baby, der es „nur“ auf Platz drei der Billboard Hot 100 geschafft hat, lieber etwas langsamer haben wollen:

„Auch Born to Be My Baby hätte ein Nummer-eins-Hit werden können. Der Song war eigentlich gedacht als ein etwas ruhigerer Folk-Rock-Titel, eine Hymne im Stil von Bruce Springsteen. Aber die Jungs haben das Tempo viel zu schnell genommen und einen Kracher wie Livin’ on a Prayer daraus gemacht. Damit war ich absolut nicht einverstanden.“

### I’ll Be There for You
I’ll Be There for You ist der einzige Nummer-eins-Hit der Band, an dem Desmond Child nicht aktiv mitgewirkt hat. Der Song wird immer noch sehr häufig bei Live-Auftritten gespielt und dabei meistens von Richie Sambora gesungen. Auch Cher spielte I’ll Be There for You ab und zu auf ihrer Heart-of-Stone-Tour. Das Lied wird gegen Ende des Filmes So was wie Liebe von Hauptdarsteller Ashton Kutcher „interpretiert“, um sein Interesse für die weibliche Hauptdarstellerin zu bekunden.

### Bad Medicine
Der Song Bad Medicine erreichte ebenfalls Platz eins der US-Charts. Er gehört bis heute zu den Live-Auftritten der Band fest dazu, wird aber meistens als Medley mit dem Lied Shout, der von den Isley Brothers geschrieben wurde und unter Anderen auch von den Beatles interpretiert wurde.

### Ride Cowboy Ride
Die Band hat bei den Songwritern von Ride Cowboy Ride einen kleinen Gag eingebaut: Der Song sei von Captain Kidd und King of Swing geschrieben. Es sind Decknamen für Jon Bon Jovi und Richie Sambora. Es sollte dem Lied eine besondere Cowboy-Attitüde verleihen, ebenso wie die Tatsache, dass der Song monophon aufgenommen wurde.

### Living in Sin
Das Musikvideo zu Living in Sin wurde teilweise zensiert, da es für USA-Verhältnisse zu anstößig war, da ein Paar sich ein wenig zu offensichtlich an verschiedenen Orten – darunter ein Strand, ein Auto und ein Hotelzimmer – körperlich nahekommt.

### Entfallene Lieder
Da das Album nicht als Doppelalbum veröffentlicht wurde, schafften es folgende Songs nicht auf das Album:
Love Is War*, Let’s Make It Baby*, Outlaws of Love*, Judgement Day, Growing Up the Hard Way, Does Anybody Really Fall in Love Anymore?, Rosie*, River of Love (Come Alive), Backdoor to Heaven, Love Hurts, Diamond Ring*, Now and Forever, Cadillac Man, In America, Seven Days .
[*] – Sind auf späteren Veröffentlichungen enthalten

## Kritiken
Die Kritiken sind, ähnlich wie bei Slippery When Wet, durchwachsen bis negativ ausgefallen, die Musik sei eher Popmusik als Rock und die Texte seien belang- und harmlos.
Dass die Band sich zurück zu ihren „Metal-Wurzeln“ begab, wurde von der Kritik eher negativ aufgenommen. Trotzdem wird der Stil der Band durchaus gewürdigt:

„Die Texte der amerikanischen Hardrockgruppe Bon Jovi bewegen sich zwar immer noch in banalen bis kitschigen Herz-Schmerz/Freud-Leid-Sphären, drücken aber in Verbindung mit fetzigen Ohrwurmmelodien recht gut Lebens- und Liebesfreude bzw. -sehnsucht aus. Die Beschreibung jugendlichen Zusammenhaltens mit naiven Ewigkeitsschwüren ist eindrucksvoll in Noten und Worte umgesetzt.“

Im Rock-Hard-Magazin wurden 8,5 von zehn möglichen Punkten vergeben, dazu wurde folgende Rezension veröffentlicht:

„Ist er nun ein ernstzunehmender Rocker oder doch nur ein dauergewellter Springsteen-Verschnitt im Heavy-Gewand, der gute Jon aus New Jersey? Fragte man die kompromißlose Thrash-Fraktion unserer Leserschaft, so würde die mit Sicherheit blutgierig letzteres behaupten – womit man dem guten Jon aus New Jersey jedoch Unrecht täte. Obwohl: Springsteen-Parallelen sind nicht von der Hand zu weisen, ebensowenig U2-Einflüsse. Das Ganze paart der gute Jon aus New Jersey allerdings mit fetten Riffs und gelungenen Gitarrenharmonien, so daß ihm das Prädikat "ernstzunehmender Rocker" letztlich doch zusteht. Kurze Zwischenfrage: Interessiert das überhaupt jemanden? Zweifel machen sich beim Verfasser dieser Zeilen breit, so daß er gar keine rechte Lust mehr hat, den guten Jon aus New Jersey weiter zu charakterisieren. Wer Bon Jovi bisher nicht mochte, der wird auch weiterhin einen großen Bogen um die Band (aus New Jersey) machen, und wer drauf steht, wird eh längst wissen, daß New Jersey 8,5 Punkte wert ist. Ach ja, was ich noch fragen wollte: Ist New Jersey eigentlich ein Freistaat?“

## Kommerzieller Erfolg

### Chartplatzierungen
New Jersey wurde nach Slippery When Wet Bon Jovis zweites Nummer-Eins-Album in den USA und beinhaltet die Nummer-Eins-Singles Bad Medicine und I’ll Be There for You. Die übrigen Singles Born to Be My Baby, Lay Your Hands on Me und Living in Sin erreichten dort ebenfalls Top-Ten-Platzierungen, womit Bon Jovi den Rekord für das Hard-Rock-Album mit den meisten Top-10 Single-Auskopplungen in den USA hält. Es ist weltweit gesehen das dritt-erfolgreichste Band-Album.
| ChartsChartplatzierungen       | Höchstplatzierung | Wochen |
| ------------------------------ | ----------------- | ------ |
| Deutschland (GfK)              | 4 (35 Wo.)        | 35     |
| Österreich (Ö3)                | 5 (9 Wo.)         | 9      |
| Schweiz (IFPI)                 | 1 (25 Wo.)        | 25     |
| Vereinigte Staaten (Billboard) | 1 (77 Wo.)        | 77     |
| Vereinigtes Königreich (OCC)   | 1 (54 Wo.)        | 54     |

| ChartsJahrescharts (1988) | Platzierung |
| ------------------------- | ----------- |
| Schweiz (IFPI)            | 27          |

| ChartsJahrescharts (1989) | Platzierung |
| ------------------------- | ----------- |
| Deutschland (GfK)         | 67          |

### Auszeichnungen für Musikverkäufe
Das Album erreichte Siebenfach-Platin in den USA, Fünffach-Platin in Kanada, und Platin in Deutschland.
| Land/Region                  | Auszeichnungen für Musikverkäufe (Land/Region, Auszeichnung, Verkäufe) | Verkäufe  |
| ---------------------------- | ---------------------------------------------------------------------- | --------- |
| Australien (ARIA)            | 2× Platin                                                              | 140.000   |
| Deutschland (BVMI)           | Platin                                                                 | 500.000   |
| Finnland (IFPI)              | Platin                                                                 | 51.126    |
| Italien (FIMI)               | Gold                                                                   | 100.000   |
| Kanada (MC)                  | 5× Platin                                                              | 500.000   |
| Neuseeland (RMNZ)            | 2× Platin                                                              | 40.000    |
| Österreich (IFPI)            | Platin                                                                 | 50.000    |
| Schweden (IFPI)              | Gold                                                                   | 60.000    |
| Schweiz (IFPI)               | Platin (Vertigo/PolyGram) · + Gold (Phonogram/PolyGram)                | 75.000    |
| Spanien (Promusicae)         | Platin                                                                 | 100.000   |
| Vereinigte Staaten (RIAA)    | 7× Platin                                                              | 7.000.000 |
| Vereinigtes Königreich (BPI) | 2× Platin                                                              | 600.000   |
| Insgesamt                    | 3× Gold · 23× Platin ·                                                 | 9.206.126 |

Hauptartikel: Bon Jovi/Auszeichnungen für Musikverkäufe

## Videoveröffentlichungen zuNew Jersey
Es wurden auch zwei Videos zum Album veröffentlicht: New Jersey: The Videos (Zusammenstellung mehrerer Musikvideos zu den verschiedenen Tracks des Albums), welches selbst Platin-Status erreicht hat, und Access All Areas (eine Chronik der Jersey-Syndicate-Tour), welches Gold-Status erreicht hat.

### New Jersey: The Videos
1989 erschien diese 45-minütige Videokompilation, welche aus den folgenden Musikvideos besteht:
1. Bad Medicine (1st Version)
2. Born to Be My Baby
3. I’ll Be There for You
4. Lay Your Hands on Me
5. Living in Sin
6. Blood on Blood (Live)
7. Bad Medicine (2nd Version)

### Access All Areas: A Rock & Roll Odyssey
Im Jahr 1990 wurde diese 90-minütige Tourdokumentation als VHS veröffentlicht, teilweise auch in Kombination mit dem Video New Jersey: The Videos.